# McLaren M7A
McLaren M7A (и его модификации B, C, D) — гоночный автомобиль Формулы-1, построенный для участия в чемпионате мира 1968 года. Этот автомобиль был спроектирован Робином Хердом и Гордоном Коппаком для команды «McLaren».

## История

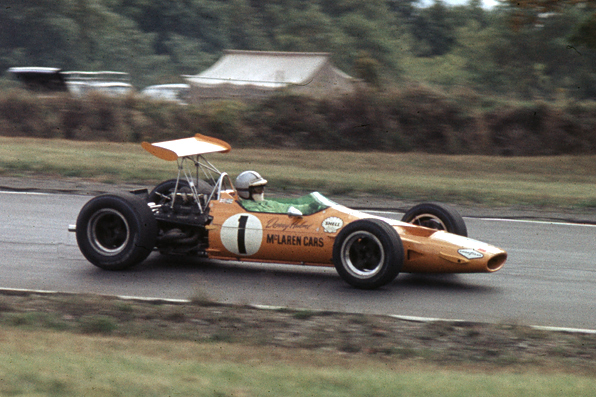
M7A Денни Халма на Гран-при США 1968 года.

Монокок M7 представлял собой конструкцию из листового алюминия на стальном каркасе, боковины монокока, нос и края кокпита были выполнены из стеклопластика. На шасси M7 устанавливался двигатель «Ford Cosworth-DFV» и 5-ступенчатая коробка передач «Hewland DG300». Модификация M7D оснащалась 3-литровым V8-образным атмосферным двигателем «Alfa Romeo». Двигатель DFV был подвержен немалым нагрузкам из-за того, что непосредственно к блоку двигателя монтировались элементы подвески.
Болид был выкрашен выразительным цветом «папайя», который не является национальным гоночным, однако использовался для окраски автомобилей «McLaren» вплоть до 1972 года, когда у команды появился титульный спонсор «Yardley». Позже в 1990-х, после разрыва с «Marlboro», цвет «папайя» на машинах «McLaren» появился на предсезонных тестах до представления официального макета раскраски в цветах нового титульного спонсора.
Шасси M7A было готово к европейским этапам сезона 1968 года. На нём была одержана первая победа в истории команды Брюса Макларена в Формуле-1. Это произошло на Гран-при Бельгии 1968 года. Брюс Макларен, стартовав шестым, сумел финишировать впереди остальных и стал вторым в истории человеком после Джека Брэбема, которому удалось выиграть Гран-при Формулы 1 на болиде собственной конструкции.

## Результаты в гонках
| Год  | Шасси           | Двигатель         | Шины | Пилоты     | 1    | 2    | 3    | 4    | 5    | 6    | 7    | 8   | 9    | 10   | 11   | 12   | Место | Очки |    |
| ---- | --------------- | ----------------- | ---- | ---------- | ---- | ---- | ---- | ---- | ---- | ---- | ---- | --- | ---- | ---- | ---- | ---- | ----- | ---- | -- |
| 1968 | McLaren M7A     | Ford Cosworth DFV | G    |            |      | ЮАР  | ИСП  | МОН  | БЕЛ  | НИД  | ФРА  | ВЕЛ | ГЕР  | ИТА  | КАН  | США  | МЕК   | 2    | 49 |
| 1968 | McLaren M7A     | Ford Cosworth DFV | G    | Халм       |      | 2    | 5    | Сход | Сход | 5    | 4    | 7   | 1    | 1    | Сход | Сход |       | 2    | 49 |
| 1968 | McLaren M7A     | Ford Cosworth DFV | G    | Макларен   |      | Сход | Сход | 1    | Сход | 8    | 7    | 13  | Сход | 2    | 5    | 2    |       | 2    | 49 |
| 1968 | McLaren M7A     | Ford Cosworth DFV | G    | Герни      |      |      |      |      |      |      |      |     |      |      | 4    | Сход |       | 2    | 49 |
| 1969 | McLaren M7A/M7С | Ford Cosworth DFV | G    |            | ЮАР  | ИСП  | МОН  | НИД  | ФРА  | ВЕЛ  | ГЕР  | ИТА | КАН  | США  | МЕК  |      | 4     | 40   |    |
| 1969 | McLaren M7A/M7С | Ford Cosworth DFV | G    | Халм       | 3    | 4    | 6    | 4    | 8    | Сход | Сход | 7   | Сход | Сход | 1    |      | 4     | 40   |    |
| 1969 | McLaren M7A/M7С | Ford Cosworth DFV | G    | Макларен   | 5    | 2    | 5    | Сход | 4    | 3    | 3    | 4   | 5    | НС   | НС   |      | 4     | 40   |    |
| 1969 | McLaren M7A/M7С | Ford Cosworth DFV | G    | ван Роен   | Сход |      |      |      |      |      |      |     |      |      |      |      | 4     | 40   |    |
| 1969 | McLaren M7A/M7С | Ford Cosworth DFV | G    | Вик Элфорд |      |      |      | 10   | 5    | 6    | Сход |     |      |      |      |      | 4     | 40   |    |

| Легенда к таблице |                                                                    |
| --- | ------------------------------------------------------------------ |
| В таблице перечислены результаты всех Гран-при Формулы-1, в которых использовался автомобиль. Строками таблицы являются сезоны, столбцами — этапы чемпионата мира. В каждой клетке указаны сокращённое название этапа и результат, дополнительно обозначенный цветом. Расшифровка обозначений и цветов представлена в нижеследующей таблице. |                                                                    |
| \| Пример \| Описание \| \| ------------ \| ------------------------------------------------------------------ \| \| 1 \| Победитель \| \| 2 \| Второе место \| \| 3 \| Третье место \| \| 5 \| Финишировал, заработав очки \| \| Сход \| Не финишировал, но при этом заработал очки \| \| 12 \| Финишировал, не получив очков \| \| НКЛ \| Финишировал, но не попал в финальную классификацию \| \| 15 \| Участвовал вне зачёта, либо по отдельной классификации \| \| 18 \| Не финишировал, но попал в финальную классификацию \| \| Сход \| Не финишировал \| \| НКВ \| Не прошёл квалификацию \| \| НПКВ \| Не прошёл предквалификацию \| \| ДСК \| Дисквалифицирован \| \| ИСК \| Исключён из протокола соревнований \| \| ТТ \| Заявлен для участия только в тренировках \| \| НС \| Участвовал в квалификации, но не стартовал в гонке \| \| Т \| Травмирован или болен \| \| ОТК \| Отказ от участия \| \| НТР \| Прибыл на соревнования, но на трассу не выезжал \| \| НПР \| Был заявлен в числе участников, но не прибыл к началу соревнований \| \| О \| Соревнования отменены \| \| \| Не участвовал \| \| Поул-позиция \| \| \| Быстрый круг \| \| |                                                                    |
| Пример | Описание                                                           |
| 1 | Победитель                                                         |
| 2 | Второе место                                                       |
| 3 | Третье место                                                       |
| 5 | Финишировал, заработав очки                                        |
| Сход | Не финишировал, но при этом заработал очки                         |
| 12 | Финишировал, не получив очков                                      |
| НКЛ | Финишировал, но не попал в финальную классификацию                 |
| 15 | Участвовал вне зачёта, либо по отдельной классификации             |
| 18 | Не финишировал, но попал в финальную классификацию                 |
| Сход | Не финишировал                                                     |
| НКВ | Не прошёл квалификацию                                             |
| НПКВ | Не прошёл предквалификацию                                         |
| ДСК | Дисквалифицирован                                                  |
| ИСК | Исключён из протокола соревнований                                 |
| ТТ | Заявлен для участия только в тренировках                           |
| НС | Участвовал в квалификации, но не стартовал в гонке                 |
| Т | Травмирован или болен                                              |
| ОТК | Отказ от участия                                                   |
| НТР | Прибыл на соревнования, но на трассу не выезжал                    |
| НПР | Был заявлен в числе участников, но не прибыл к началу соревнований |
| О | Соревнования отменены                                              |
| | Не участвовал                                                      |
| Поул-позиция |                                                                    |
| Быстрый круг |                                                                    |

## Сноски
1. ↑  Первая победа Макларен
2. ↑  Выступал за команду Anglo American Racers
3. ↑  Команда Team Lawson
4. ↑  Команда Colin Crabbe-Antique Automobiles